# Geraldine Dekker
Geraldine Pieta Dekker (ur. 1 grudnia 1956) – australijska judoczka. Olimpijka z Seulu 1988, gdzie zajęła siódme miejsce w turnieju pokazowym. Walczyła w wadze ciężkiej.
Piąta na mistrzostwach świata w 1982; uczestniczka zawodów w 1987 i 1991. Srebrna i brązowa medalistka igrzysk Wspólnoty Narodów w 1990. Uczestniczka turniejów. Mistrzyni Australii w latach 1980–1984, 1986–1988 i 1990.

## Letnie Igrzyska Olimpijskie 1988
| Konkurencja | Eliminacje             | Klas. końcowa |
| Konkurencja | Przeciwnik I           | Miejsce       |
| ----------- | ---------------------- | ------------- |
| +72 kg      | Regina Sigmund (GER) P | 7.            |